# Sciforma
Sciforma, précédemment nommé PSNext, est un logiciel de gestion de projet et de portefeuilles pour les entreprises, développé par Sciforma Corporation. C'est une solution web fonctionnant sur tous les systèmes d'exploitation supportés par Java. Sciforma rassemble de manière intégrée la gestion de portefeuilles, de projets, de ressources et de documents dans une unique interface et est entièrement personnalisable par les utilisateurs et/ou par un administrateur.

## Historique
Au départ, le logiciel de gestion de projets monoposte Windows de Sciforma s'appelait PS 8 (Project Scheduler 8 aux USA et PSN 8, soit Project Scheduler Network 8 en Europe). Il a évolué en une application client-serveur. Une version nouvelle est apparue en 2003/2004, ne nécessitant plus sur les postes clients qu'un navigateur web  tout en conservant l'héritage fonctionnel de PS 8. Ecrit en Java, cette version s'exécute sur les serveurs d'applications J2EE, IBM WebSphere et BEA WebLogic ainsi que sur le serveur de servlets Tomcat. 
L'équipe des développeurs a choisi PSNext comme nom de code du nouveau produit qui rappelle le nom initial PSN. Ce nom de code a été ensuite conservé comme nom du logiciel. À partir de la version 4.0, PSNext a été renommé Sciforma.
La version 7.0 est 100 % HTML5 et n'utilise plus Java que pour l'administration du logiciel.

## Chronologie des versions
- Mars 2018 - Sciforma 7.1
- Mars 2015 - Sciforma 7.0
- Septembre 2013 - Sciforma 6.0
- Juin 2012 - Sciforma 5.0
- Septembre 2011 - Sciforma 4.0
- Janvier 2009 - PSNext 3.0
- Juin 2006 - PSNext 2.0
- Mars 2004 - PSNext 1.0

## Principaux concurrents
- Asta Powerproject
- Celoxis
- ganttProject
- Microsoft Project
- open Workbench
- Openproj
- Primavera
- ServiceNow
- TaskJuggler
- Wrike
- Visual Planning
- z0 Gravity
- ProjectLibre